# タイラー・クレメンテ
タイラー・クレメンテ（Tyler Clementi、1991年12月19日 - 2010年9月22日）は、18歳のニュージャージー州のラトガース大学の学生であった。
寮のルームメイトと性行為をしていた所を盗撮され、インターネット上に公開されてしまい、2010年9月22日にジョージ・ワシントン・ブリッジからジャンプをして自殺した。
盗撮した2人はプライバシーの侵害で告発された。また、同じ月に4人の10代のゲイの少年少女が複数の州で自殺している。